# セレブロシド

セレブロシドの一般構造。R部位は1個のヘキソースである。

β-D-ガラクトシルセラミド、若しくはガラクトセレブロシド。Rの部位は脂肪酸のアルキル鎖である。

セレブロシドはスフィンゴ糖脂質の一種であり、動物の筋肉や神経 細胞膜における重要な構成要素として知られる。ミエリンは最も有名なセレブロシドである。
セレブロシドは、セラミドの1-ヒドロキシ残基に単糖が結合した構造を持つ。単糖はグルコースもしくはガラクトースのいずれかであることから、この2つのタイプは各々グルコセレブロシド、ガラクトセレブロシドと呼ばれる。ガラクトセレブロシドは神経組織に分布する場合が多く、一方、グルコセレブロシドはその他の組織に分布する。

## 疾病関連
グルコセレブロシドが肝臓、脾臓、骨などに蓄積されることでゴーシェ病を引き起こす。本疾患は、先天性の遺伝子疾患であるグルコセレブロシダーゼ酵素の欠損もしくは低活性により、グルコセレブロシドをセラミドへ代謝できないことで生じる。一方、ガラクトセレブロシドの代謝異常疾患としてはクラッベ病が知られている。